# Arapaho (volk)

Vlag van de Arapaho Nation

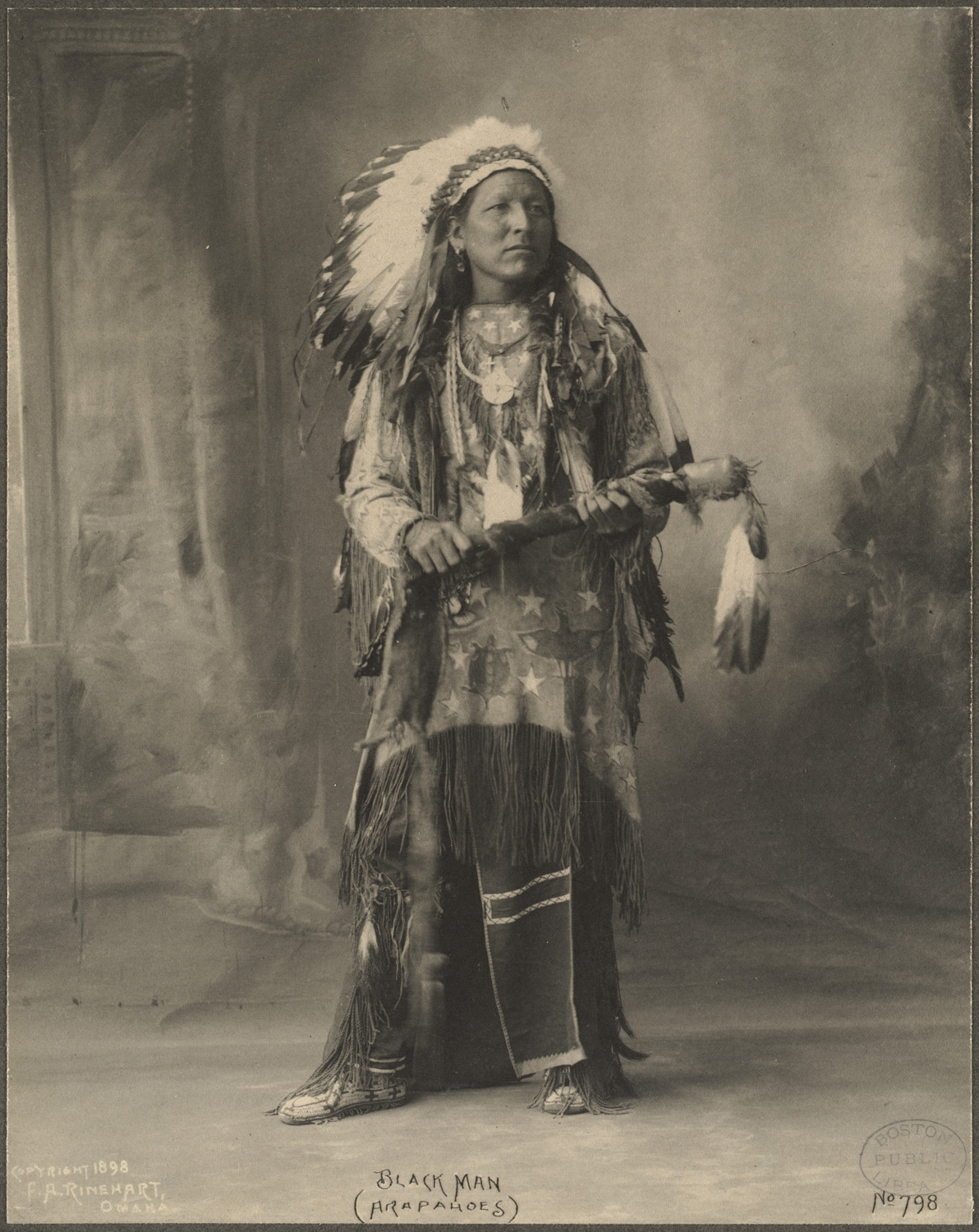
Zwarte Man, een Arapaho-hoofdman

Arapaho (soms geschreven als "Arapahoe") is een inheems-Amerikaans volk. De term die ze van oudsher voor zichzelf gebruiken is Inuna Ina.
Hoewel de Arapaho een aparte natie vormen, hebben ze toch veel gemeen met hun dichte bondgenoten, de Cheyenne. De Arapaho kwamen waarschijnlijk uit wat nu Minnesota en North Dakota is. De Europese uitbreiding dwong hen om naar het westen te migreren, naar de huidige staten Colorado, Wyoming en Kansas.
Vóór de komst van de blanken telde Inuna Ina ongeveer 3300 mensen. Tegenwoordig leven er zo'n 7000 volbloed-Arapaho en ongeveer 17.000 mensen met gedeeltelijk Arapaho-afkomst (volkstelling 2000).

## Naam
De herkomst van de naam Arapaho is onzeker. Mogelijk is hij afgeleid van de Pawnee-benaming Tirapihu (handelaars), of van de Crow-benaming Alappahó (getatoeëerden) naar een ceremonieel gebruik. De Fransen noemden hen Gens de Vache (koeienmensen; vermoedelijk vanwege de bizonjacht). Hun eigen naam Inuna Ina betekent 'Ons Volk'.

## Taal
De Inuna Ina spreken een eigen taal, het Arapaho. Deze taal behoort tot de grote Algonkische taalfamilie. De enige andere Algonkische stammen van de Great Plains zijn de Cheyenne en de Blackfoot, maar hun taal verschilt sterk van het ingewikkelde Arapaho. De enige nauw verwante taal is het Gros Ventre, gesproken door de Gros Ventre, een stam uit het huidige Montana die wel beschouwd wordt als een oude aftakking van Inuna Ina.

## Uiterlijk

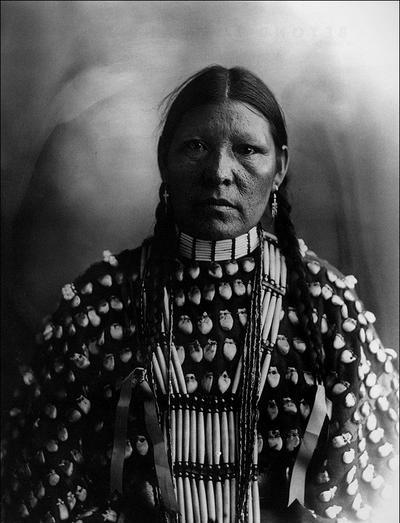
Sproetengezicht (Freckle Face), een Arapaho-vrouw

Arapaho's zijn na de Cheyennes de langste indianen. Vanouds dragen zowel mannen als vrouwen het zwarte haar lang, meestal in twee vlechten.
De kleding van de vrouwen bestond zoals bij de meeste indianenstammen uit een fraai bewerkte jurk van hertenleer. De mannen droegen een lendendoek of een leren broek met franje en in de winter een hemd en vest van bizonleer. Aan de voeten droeg Inuna Ini de bij indianen gebruikelijke leren mocassins. Opperhoofden droegen een hoofdtooi van geweven stof, versierd met adelaarsveren en edelstenen.

## Gebruiken
De stam leefde vanouds voornamelijk van de jacht op de bizon, die aanvankelijk te voet bejaagd werd door dieren te doden met pijl-en-boog of een kudde in een afgrond te laten storten. Nadat de stam het paard had leren kennen werd de bizonjacht sterk vereenvoudigd. Mannen te paard waren nu in staat een op hol geslagen kudde bij te houden en zoveel dieren te schieten als de gemeenschap nodig had en verspilling van dieren door verplettering was niet langer nodig. Bovendien maakte het paard het gemakkelijker bizonkudden op hun trek te volgen, zodat de stam een nog sterker nomadisch karakter kreeg.

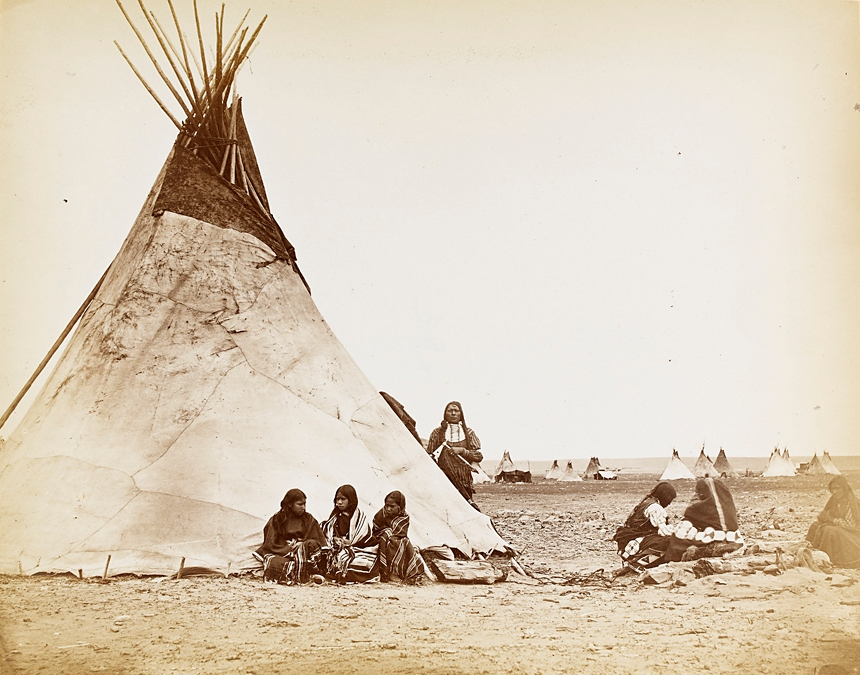
Indianentent (tipi)

Een dorpsgemeenschap werd geleid door een raad van opperhoofden. Een opperhoofd werd gekozen, leiderschap was niet erfelijk. Arapaho's leefden monogaam, maar het kwam voor dat een man zijn vrouw voor korte tijd 'uitleende'. In de menstruatieperiode moesten een vrouw zich samen met andere vrouwen afzonderen.
De vrouwen waren verantwoordelijk voor het opzetten van de tent van het gezin, een hoge tipi met de kenmerkende spitse vorm. Deze werd gebouwd van drie met de dikte kant in de grond gestoken lange palen die een meter onder de top werden samengebonden met repen bizonleer. Vervolgens werden er verscheidene een meter kortere palen tussen geplaatst, waarna het geheel bekleed werd met bizonhuiden. Ten slotte zorgde kleed tussen een tweetal verticaal geplaatste lange palen voor een regelbare luchtopening aan de bovenkant. Wanneer een dorpsgemeenschap besloot verder te trekken, dienden de tentpalen als travois; een sleepwagen waarop het huisraad werd gebonden. Deze werden oorspronkelijk getrokken door honden. Paarden konden een zwaardere sleep trekken, zodat de honden hun trekdierfunctie verloren en sindsdien nog gehouden werden voor de slacht. Bovendien hoefden de vrouwen nu alle huisraad op de paardensleep werd gebonden geen zware lasten meer te dragen.
Dankzij de voedselrijkdom die de bizon bracht hadden de leden van Inuna Ina, en zeker de kinderen, naast allerlei dagelijkse klusjes voldoende vrije tijd voor bijvoorbeeld spelletjes, zoals een werpspel met stokken.
Behalve jagen was een belangrijke taak van de mannen vechten, indien nodig. Regelmatig waren er grensconflicten, paardendiefstallen of andere schermutselingen tussen naburige stammen. Meestal waren daar maar weinig krijgers bij betrokken en vielen er hooguit enkele doden. Een man kon eer inleggen met het behalen van coups, die na een gevecht dan ook zorgvuldig bijgehouden werden. De hoogste graad van mannelijkheid was te bereiken door zich toe te wijden aan de zon. Tijdens de zonnedans die eens per jaar werd gehouden en waarvoor verscheidene dorpsgemeenschappen bijeenkwamen, liet een krijger zich een scherpe houten pen onder de rugspier door steken, die verbonden was aan een zware bizonschedel. Vervolgens moest hij deze urenlang in het rond dansend achter zich aan slepen. Of, de zwaarste beproeving: hij liet zich met een pen onder beide borstspieren ophijsen in een hoge paal en bleef zo hangen tot de zon onderging.
Inuna Ina vereerde de Man-Daarboven als schepper en hoogste wezen. Verder werd de Platte Pijp vereerd als heilig voorwerp: een afgeplatte aardewerken (vredes)pijp. Nadat de stam zich opgesplitst had in een noordelijk en een zuidelijk deel, bewaarden de noordelijke Arapaho's de Platte Pijp en enkele andere stenen heilige voorwerpen, en de zuidelijken enkele stenen die de pijp symboliseerden.
Hun doden begroeven ze in de grond, in tegenstelling tot de Cheyennes en Sioux, die hun doden op een stellage legden.

## Geschiedenis

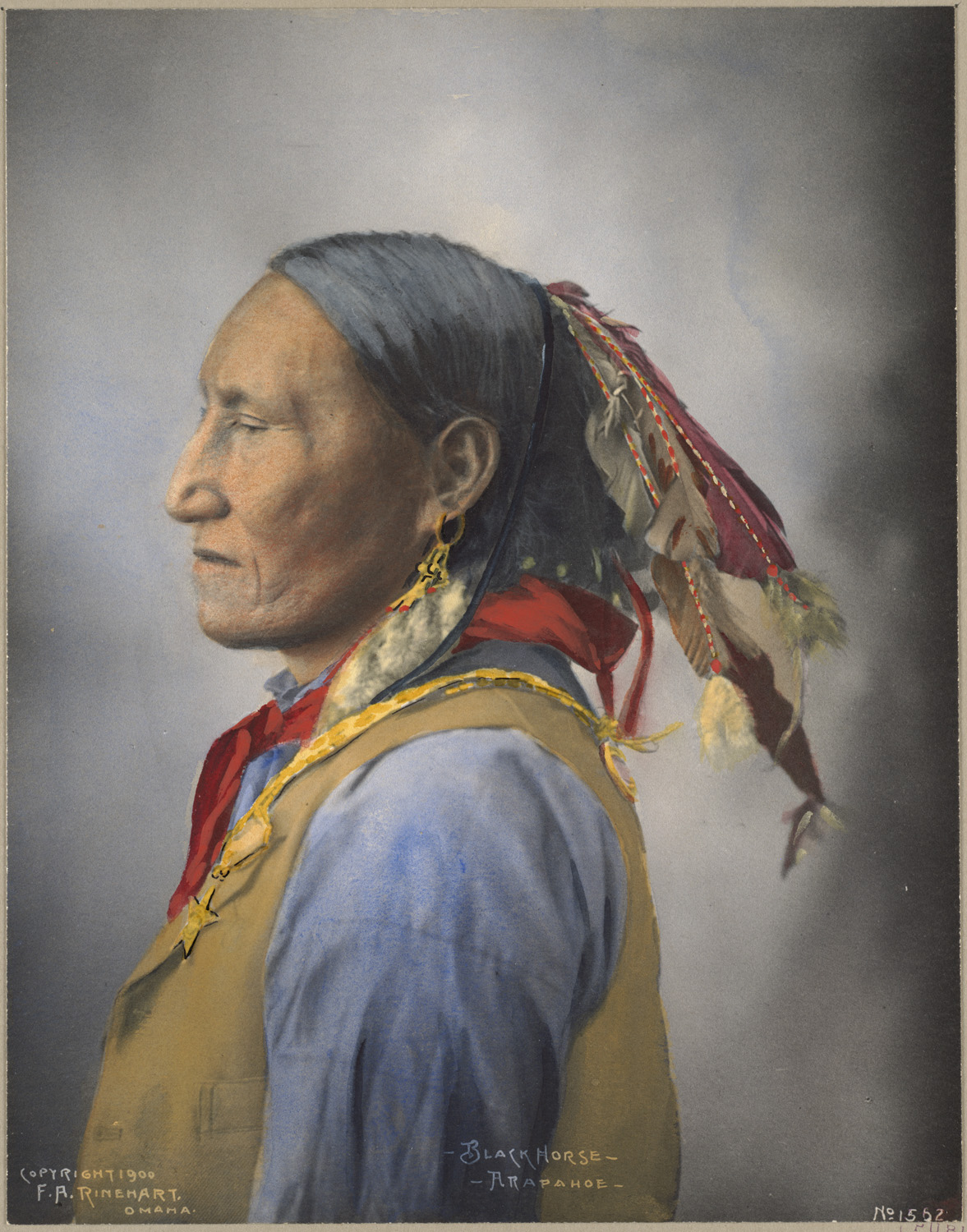
Black Horse

Het oorsprongsgebied van Inuna Ina lag ten oosten van de Mississippi. Omstreeks het jaar 500 trok de stam naar het westen om zich te verstigen in de wouden van Noord-Minnesota. Rond  1100 bereikte Inuna Ina vanuit het oosten de Great Plains, met achterlating van een aanzienlijk deel van haar cultureel erfgoed, als gevolg van het betreden van een geheel ander landschap: de droge prairie, die al eerder door stammen als de Pawnees en de Utes als onbruikbaar was beschouwd. Halverwege de achttiende eeuw bereikte een deel van de stam het westelijke deel van de Plains, aan de voet van de Rocky Mountains – de streek waar de ontmoeting met de blanken zou plaatsvinden.
Kort tevoren had Inuna Ina vrede gesloten met de Cheyennes, het begin van een blijvend bondgenootschap.
Niet lang daarna blijken de Colorado-Arapaho's in een gevaarlijke positie te verkeren: alle hen omringende vijandelijke stammen beschikken over paarden; niet alleen het paardenvolk-bij-uitstek de Comanches in het zuiden, maar ook de gevaarlijke Pawnees in het oosten en zelfs de tot dan toe armoedige Utes in de bergen in het westen. Na enkele mislukte pogingen slagen Arapaho-krijgers erin enkele paarden te stelen bij de Comanches. Langzaam breidt het aantal paarden waarover de stam beschikt zich uit, wat de stam meer bewegingsvrijheid geeft, hoewel ten tijde van oorlog verkenningstochten nog altijd te voet gebeuren.
Nog in 1830 wordt een oorlog uitgevochten tussen de Arapaho's en Cheyennes enerzijds en de Comanches anderzijds. Tien jaar later sluiten de stammen vrede, waarbij de Comanches hun vroegere vijanden vele paarden schenken. Ook sluit Inuna Ina vrede met de Sioux en de Kiowa's. Sindsdien vormen de blanken de gemeenschappelijke vijand, hoewel zolang de stammen in vrijheid leven de vijandschap met de Pawnees, Shoshonen en Utes blijft bestaan.
Na de vestiging van een handelsnederzetting door de blanken aan de Arkansas (Bent's Fort) en de North Platte (Fort Laramie) verdeelt de stam zich in de jaren 1850 in een noordelijke en een zuidelijke groep.
In 1851 komt een sterke afvaardiging van Inuna Ina naar de grote vergadering bij Fort Laramie, waar de belangrijkste opperhoofden met de blanke vertegenwoordigers een verdrag tekenen. In dit verdrag worden de jachtgronden van Inuna Ina samen met dat van de Cheyennes beperkt tot het gebied tussen de South Platte en de Arakansas. Dit was nog steeds een omvangrijk gebied, wat mogelijk was doordat de blanken het gebied toen nog als onbruikbaar beschouwden.

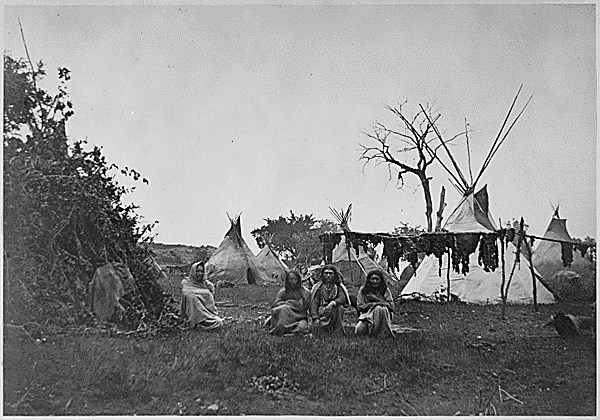
Een Arapaho-kamp bij Fort Lodge (Kansas) in 1870

Dit Verdrag van Fort Laramie wordt echter spoedig met voeten getreden door de op gang komende stroom goudzoekers die hun geluk gaan beproeven bij Pikes Peak, nadat daar in 1858 goud was gevonden. Botsingen met de indianen leiden tot de Colorado-oorlog, met als dieptepunt het bloedbad van Sand Creek in 1864, waar een blanke militie een slachting aanricht in een vredelievende nederzetting van Arapaho's en Cheyennes.
In 1861 geven de Arapaho's samen met de zuidelijke Cheyennes onder leiding van hun opperhoofd Black Kettle zich over aan de Amerikanen, waarna door het verdrag van Fort Wise hun gebied beperkt wordt tot een reservaat tussen de Arkansas en de Sand Creek. Na het verdrag van Medicine Lodge worden in 1869 de zuidelijke Arapaho's samen met de zuidelijke Cheyennes gedeporteerd naar een reservaat in Oklahoma. De noordelijke Arapaho's worden in 1878 samen met de Shoshonen in hun reservaat Wind River in Wyoming geplaatst, waar zij tot op de dag van vandaag leven.
Naast deze twee belangrijkste divisies, de noordelijken (Nákasine'na of Baachinena) en de zuidelijken (Nawunena) zijn er nog drie andere, met elk een eigen dialect: de meestal als afzonderlijke stam beschouwde Atsina of Gros Ventre, de Basawunena (= "boomhutmensen") en de Hanaawuuena (= "rotsmensen"). De laatste twee afdelingen leefden bij de Nakasinena, maar zijn nu vrijwel uitgestorven.